# Hasarius sulfuratus
Hasarius sulfuratus är en spindelart som beskrevs av Tord Tamerlan Teodor Thorell 1891. Hasarius sulfuratus ingår i släktet Hasarius och familjen hoppspindlar. Inga underarter finns listade i Catalogue of Life.